# Murales de la estación de Renfe (Oviedo)
La escultura urbana conocida por el nombre Murales de la estación de Renfe, ubicada en el «hall» de la antigua estación de Renfe (hoy estación conjunta Renfe-Feve), al final de la calle Uría, en la ciudad de Oviedo, Principado de Asturias, España, es una de las más de un centenar que adornan las calles de la mencionada ciudad española.
El paisaje urbano de esta ciudad,  se ve adornado por  obras escultóricas, generalmente monumentos conmemorativos dedicados a personajes de especial relevancia en un primer momento, y más puramente artísticas desde finales del siglo XX.
El grupo de murales, hechos en hierro, son obra de Rafael Rodríguez Urrusti, y está datado en 1980.

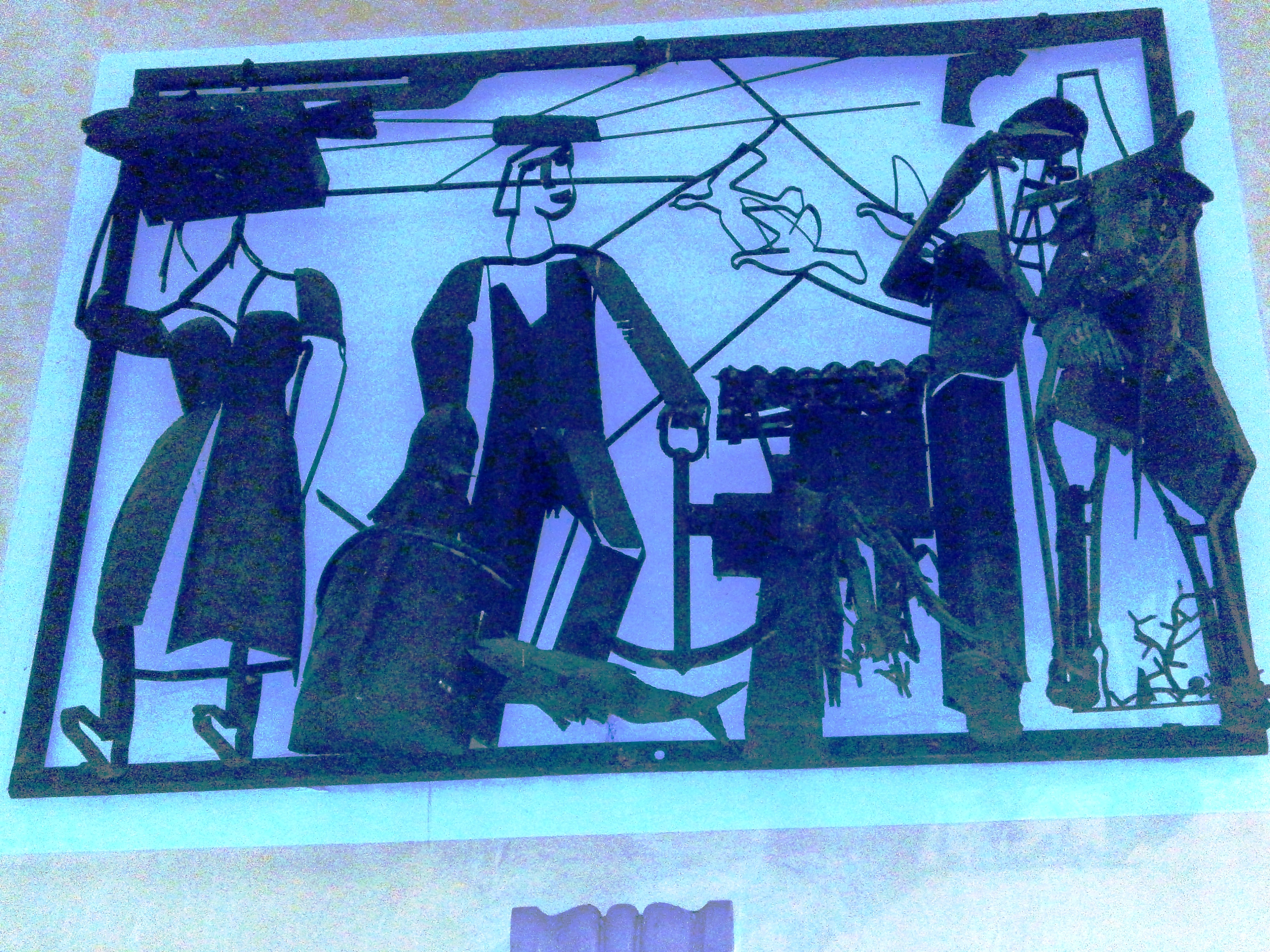
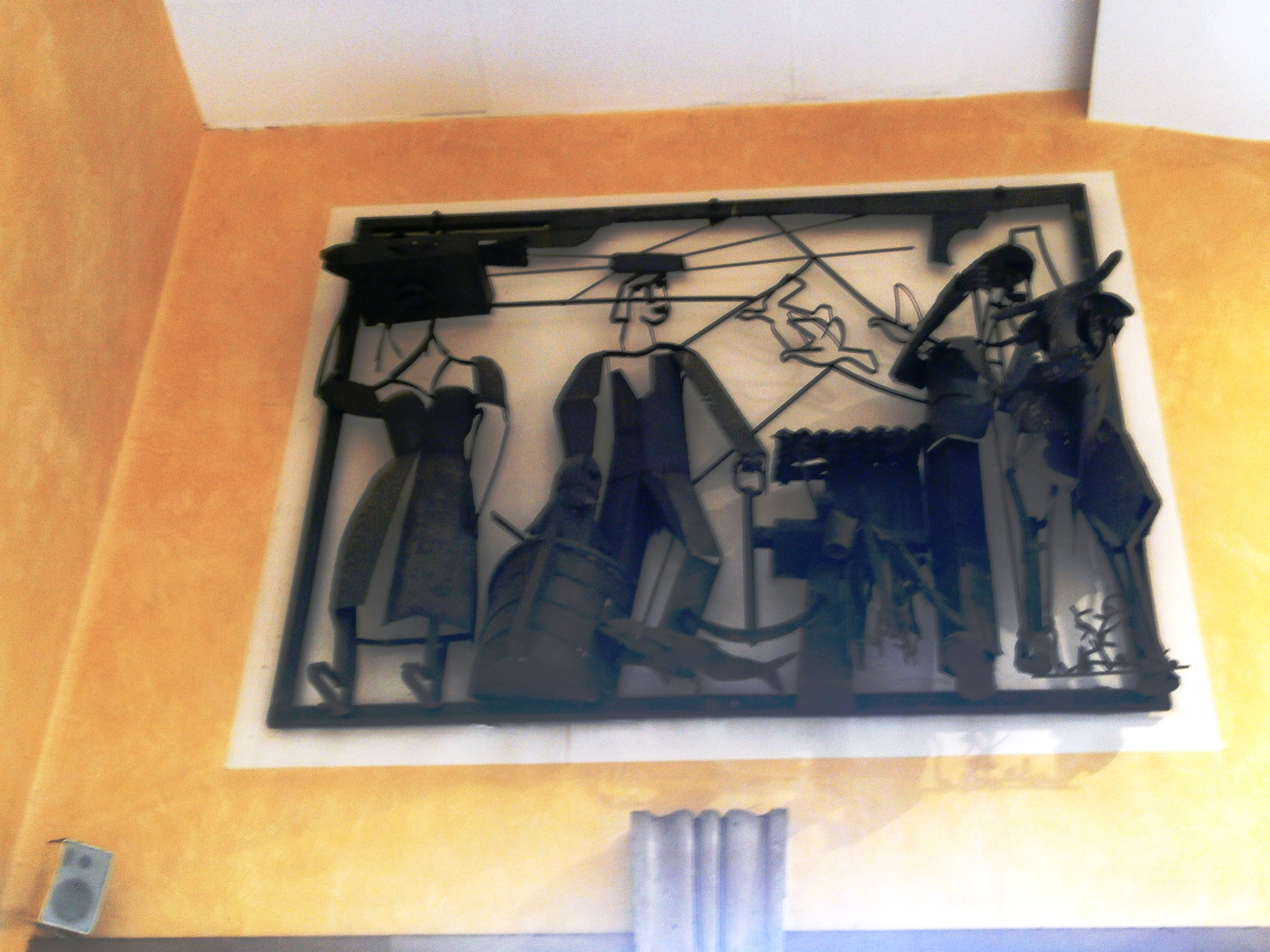
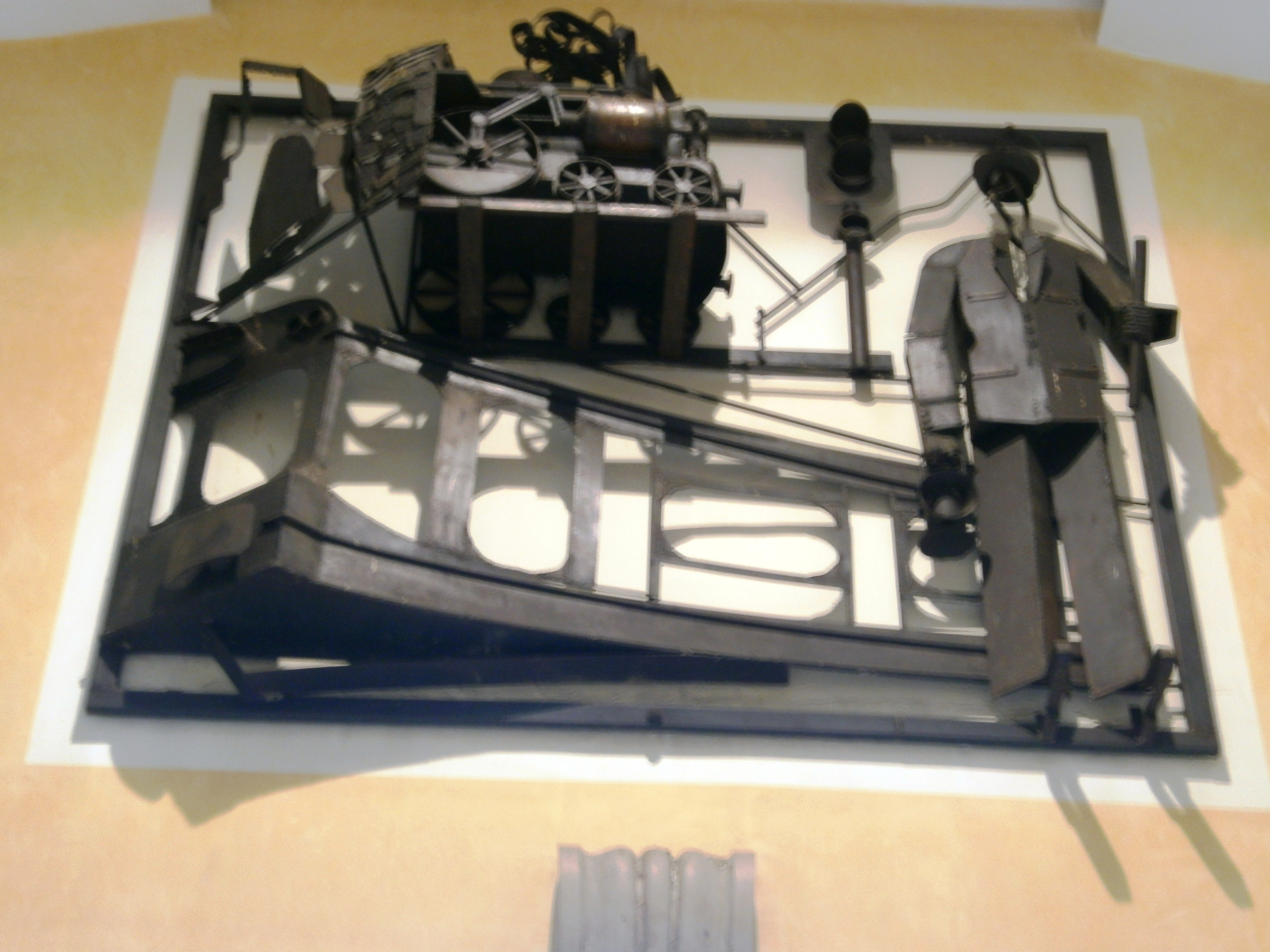
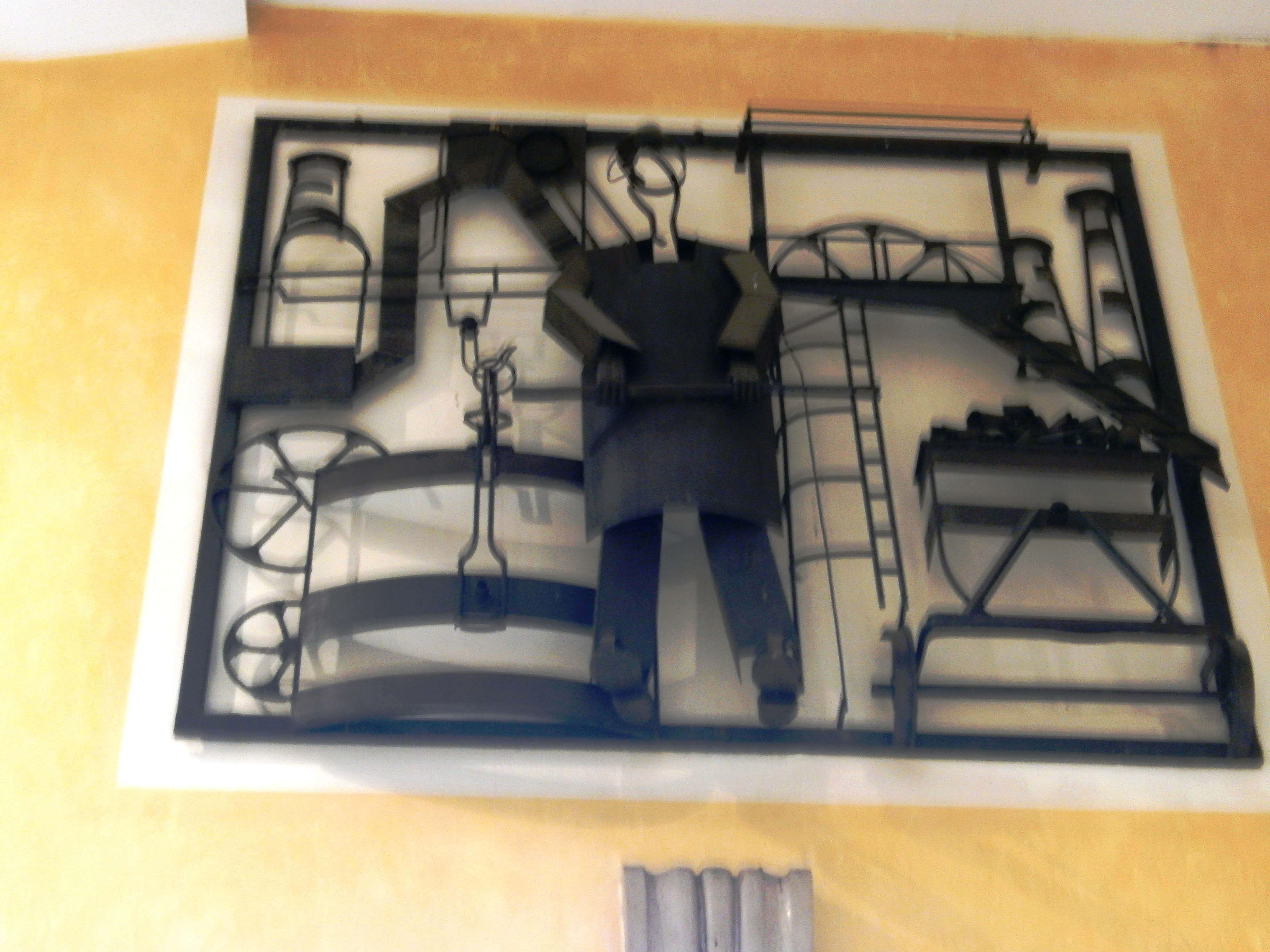

Se trata de tres murales emplazados en el espacio que hace las veces de recepción de la estación, sobre las puertas de acceso. Son el resultado de  un encargo de la empresa ferroviaria  estatal Renfe, a Urrusti para decorar las nuevas instalaciones que iba a tener en la ciudad de Oviedo en el momento del encargo.
Cada mural tiene un tema distinto, aunque todos están  ligados a aspectos de la vida, la industria y las actividades propias de Asturias. Así, en el primer mural, el artista se centra en la pesca (está representada por una vendedora que lleva una caja de pescado sobre su cabeza para venderla en el mercado; a su lado, figura un pescador con su barca, apoyándose en un ancla como símbolo de su unión con la tierra); la agricultura (representada por un agricultor/ganadero y un típico hórreo) y la ganadería (representada por la figura del ganadero/agricultor,  así como la cabeza de una vaca). La figura humana aparece en gran tamaño.
El segundo mural es un  homenaje al ferrocarril, medio de transporte vital para romper el aislamiento de Asturias con el resto de la Península. El autor utiliza tres elementos característicos: una máquina de tren a vapor, un vagón de tren eléctrico y un jefe de estación, figura ésta, que nuevamente es de mucho mayor tamaño que el resto, potenciando de este modo el valor y la importancia del ser humano sobre las máquinas.
Por su parte el tercer mural se centra en  la minería y la siderometalurgia, aparece en él una industria siderúrgica y una extracción minera, las cuales flanquean al trabajador anónimo, situado en el centro de la composición, combinando superficies cóncavas y convexas con una falta  de huecos, lo que sucede es contrario a lo ocurrido en los anteriores murales en el resto, donde predomina el vacío.